# Kaliasri

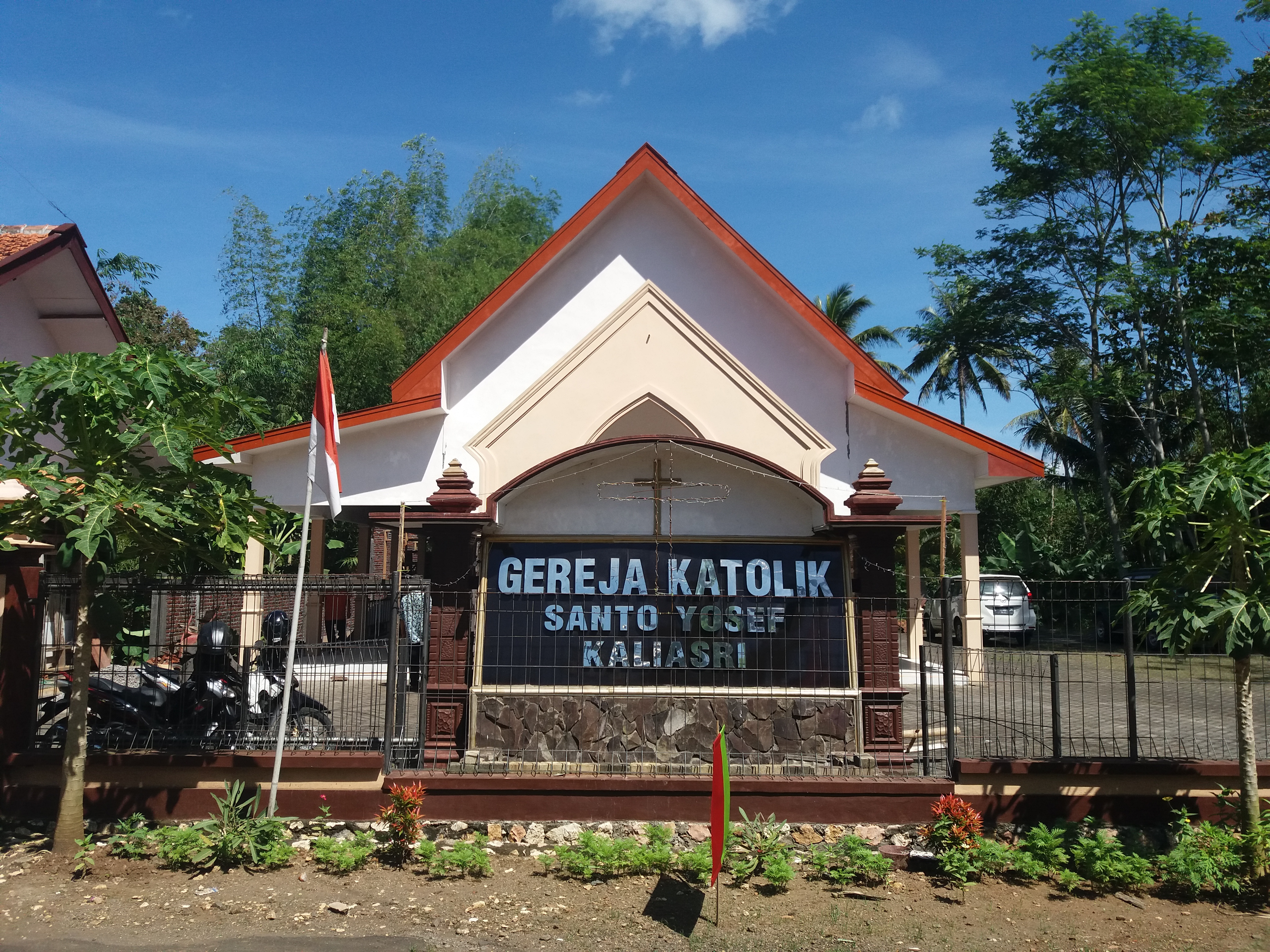
Sint-Jozefkerk in Kaliasri

Kaliasri is een plaats in het bestuurlijke gebied Malang in de provincie Oost-Java, Indonesië. Het dorp telt 4138 inwoners (volkstelling 2010).